# Hemiuridae
Hemiuridae är en familj av plattmaskar. Enligt Catalogue of Life ingår Hemiuridae i ordningen Azygiida, klassen sugmaskar, fylumet plattmaskar och riket djur, men enligt Dyntaxa är tillhörigheten istället klassen Neodermata, fylumet plattmaskar och riket djur. Enligt Catalogue of Life omfattar familjen Hemiuridae 115 arter. 

## Dottertaxa till Hemiuridae, i alfabetisk ordning[1][2]
- Anahemiurus
- Aphanurus
- Aponurus
- Brachadena
- Brachyphallus
- Bunocotyle
- Derogenes
- Deropegus
- Dichadena
- Dinosoma
- Dinurus
- Dissosaccus
- Ectenurus
- Elytorphallus
- Genarchopsis
- Genolinea
- Glomericirrus
- Gonocerca
- Gonocercella
- Gonocerella
- Grassitrema
- Hemipera
- Hemiurus
- Hysterolecitha
- Intuscirrus
- Lecithaster
- Lecithochirium
- Lecithocladium
- Lecithophyllum
- Lethadena
- Leurodera
- Macradena
- Macradenina
- Magniscyphus
- Mecoderus
- Mitrostoma
- Myosaccium
- Opisthadena
- Parahemiurus
- Plerurus
- Pronopyee
- Prosorchis
- Saturnis
- Sterrhurus
- Tubulovesicula
- Vitellotrema